# Carinoclodia anancyloides
Carinoclodia anancyloides là một loài bọ cánh cứng trong họ Cerambycidae.